# WR 137

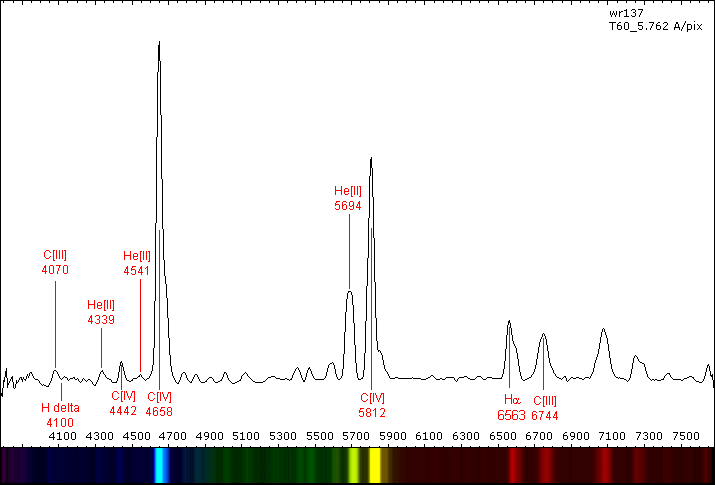
WR 137的光譜顯示電離碳和氦突出的發射線。

WR 137位於天鵝座，是一顆距離地球大約6,000光年的沃爾夫-拉葉星變星。
WR 137與WR 134和WR 135是1867年在天鵝座觀測到的3顆光譜在連續的譜帶中有強烈的發射線，而不是常見的吸收線組成。它們是天文學家沃夫和瑞葉發現的第一批外觀不尋常，並以發現著的名字命名的沃爾夫-拉葉星。它是碳序列的沃夫-瑞葉星，表明缺乏氮的譜線而有強的碳發射譜線射。WR 137光譜的CIII發射比CIV微弱，OV也微弱，因此它的光譜型為WC7。它的頻譜還顯示HeII和OIV的譜線。
WR 137是聯星系統，伴星O9的主序星或巨星。這兩顆星在一個相對扁平的橢圓軌道上互繞，軌道週期為13年。在近星點附近似乎產生了一個塵埃雲。軌道的傾斜度不確定，很可能在67°附近，氮一些分析的建議值在23°左右。O型星在視覺上更亮，質量也更大，但WR星主導了光譜，具有更高的輻射熱發光度（熱光度）。
WR 137距離WR135大約1度，兩者被認為都在天鵝座OB3星協內，且與地球有大致相同的距離。因為存在熱發光伴侶，使它的屬性不確定。組合光譜的偽擬合產生56,000K的溫度，光度為537,000 L☉，半徑為10 R☉。典型WC7型的半徑是4.5 R☉，這意味著溫度要更熱。

## 外部連結
- Wolf-Rayet shells （页面存档备份，存于） showing a spectrum of WR 135
- WR134 Ring Nebula （页面存档备份，存于） with WR 135 visible in the top left corner